# Liste der Kulturdenkmäler in Meisburg
In der Liste der Kulturdenkmäler in Meisburg sind alle Kulturdenkmäler der rheinland-pfälzischen Ortsgemeinde Meisburg aufgeführt. Grundlage ist die Denkmalliste des Landes Rheinland-Pfalz (Stand: 17. Juli 2023).

## Einzeldenkmäler
| Bezeichnung                              | Lage                                           | Baujahr         | Beschreibung | Bild                           |
| ---------------------------------------- | ---------------------------------------------- | --------------- | --- | ------------------------------ |
| Wohnhaus                                 | Auf dem Zuckerberg 2, Kyllburger Straße 4 Lage | 1791            | wohl nachträglich geteiltes Wohnhaus, bezeichnet 1791, anschließendes Wirtschaftsgebäude; bauliche Gesamtanlage                             | Fotos hochladen                |
| Pfarrhaus                                | Desserather Straße 1 Lage                      | um 1800         | ehemaliges Pfarrhaus, stattlicher Krüppelwalmdachbau, um 1800                                                                               | Fotos hochladen                |
| Hofanlage                                | Desserather Straße 3 Lage                      | 1810            | Winkelhof; Wohnhaus, bezeichnet 1810, Stallscheune                                                                                          | Fotos hochladen                |
| Quereinhaus                              | Im Dümpel 8 Lage                               | 1850            | dreigeschossiges, fünfachsiges Quereinhaus, bezeichnet 1850, zum Streckhof erweitert, zwei Stallscheunen, eine bezeichnet 1887, Pumpbrunnen | Fotos hochladen                |
| Katholische Pfarrkirche St. Bartholomäus | Kirchstraße 4 Lage                             | 1768            | Saalbau, 1768, 1853 erweitert | weitere Bilder Fotos hochladen |
| Wegekreuz                                | nördlich des Ortes; Flur Aufm Röder Lage       | 1774            | Schaftkreuz, Rotsandstein, bezeichnet 1774                                                                                                  | BW                             |
| Wegekreuz                                | nordöstlich des Ortes am Sportplatz Lage       | 1774            | Schaftkreuz, bezeichnet 1774 | BW                             |
| Schneidemühle                            | südlich des Ortes am Lohsalmbach Lage          | 19. Jahrhundert | ehemaliges Mühlengebäude, wohl aus dem 19. Jahrhundert                                                                                      | BW                             |
| Wegekreuz                                | südlich des Ortes an der K 2 Lage              | 1587            | Nischenkreuz, Rotsandstein, bezeichnet 1587, Abschlusskreuz neu                                                                             | Fotos hochladen                |